# یواس‌اس امبر (پی‌وای‌سی-۶)
یواس‌اس امبر (پی‌وای‌سی-۶) (به انگلیسی: USS Amber (PYc-6)) یک کشتی بود که طول آن ۱۲۰ فوت (۳۷ متر) بود. این کشتی در سال ۱۹۴۱ ساخته شد.